# STS-71
STS-71は、アメリカ合衆国とロシアによるシャトル・ミール計画の3回目のミッションであり、スペースシャトルが初めてミールとドッキングした。1995年6月27日にスペースシャトルアトランティスがフロリダ州のケネディ宇宙センター第39発射施設から打ち上げられた。スペースシャトルにより、交代要員のアナトリー・ソロフィエフとニコライ・ブダーリンをミールに送り届け、インクリメントのノーマン・サガードを連れ帰った。アトランティスは、8人の乗組員を乗せて7月7日に地球に帰還した。アトランティスでミールを訪れた7回連続のミッションの第1回目となった。
スペースシャトルはミールに5日間ドッキングし、当時最大の宇宙船となった。スペースシャトルが宇宙ステーションとドッキングしたのは初めてであり、スペースシャトルと宇宙ステーションの間で乗組員の交換を行ったのも初めてであった。アメリカ合衆国による有人宇宙船の打上げは、これが100回目であった。このミッションで、スペースラブと補給品がミールに送られた。アメリカ合衆国とロシアの乗組員は共同で、スペースラブでアマチュアラジオ(SAREX-II)や生命科学の実験を行った。

## 乗組員
- 船長：ロバート・ギブソン（英語版）（4度目）
- 操縦士：チャールズ・プリコート（英語版）（2度目）
- ミッションスペシャリスト1：エレン・ベイカー（3度目）
- ミッションスペシャリスト2：グレゴリー・ハーボー（3度目）
- ミッションスペシャリスト3：ボニー・J・ダンバー（4度目）
- ミッションスペシャリスト4（打上げ時）：アナトリー・ソロフィエフ（4度目）
- ミッションスペシャリスト4（帰還時）：ゲンナジー・ストレカロフ（1度目）
- ミッションスペシャリスト5（打上げ時）：ニコライ・ブダーリン（1度目）
- ミッションスペシャリスト5（帰還時）：ウラジーミル・デジュロフ（1度目）
- ミッションスペシャリスト6（帰還時）：ノーマン・サガード（5度目）

## ハイライト

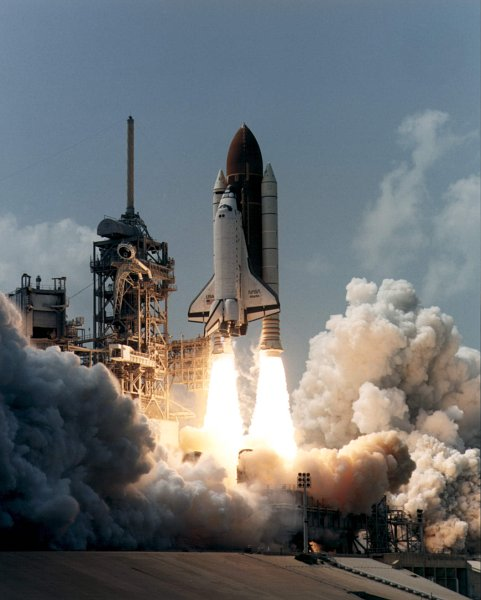
打ち上げられるアトランティス

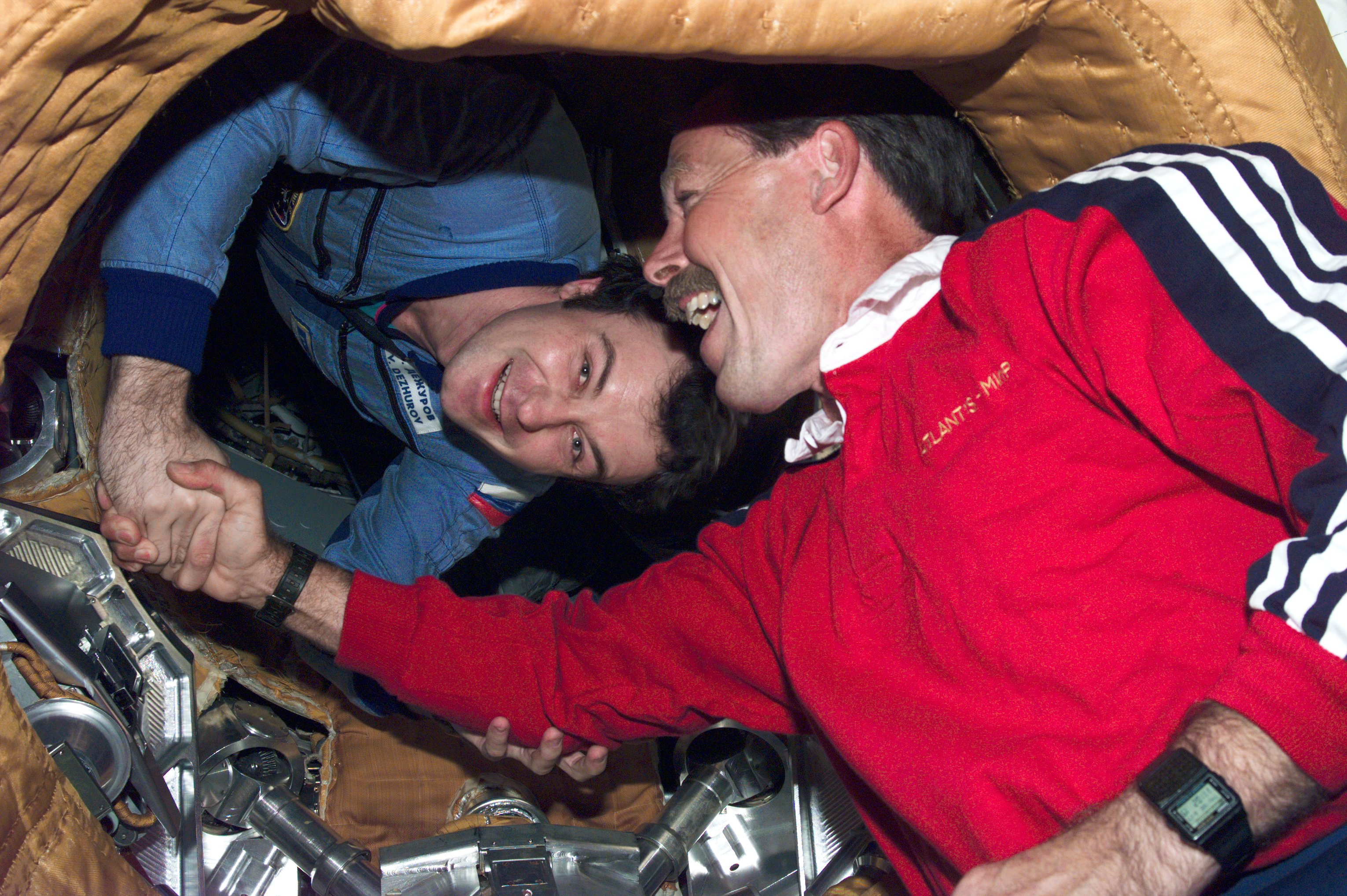
軌道上で握手するロシアと米国の宇宙飛行士

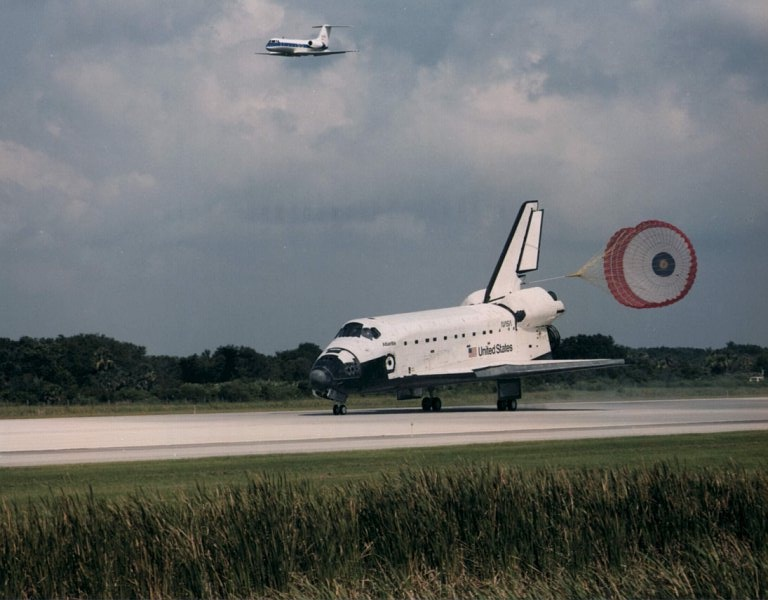
着陸するアトランティス

このミッションの主目的は、スペースシャトルとロシアの宇宙ステーションミールがランデブーを行い、6月29日に初めてのドッキングを行うことであった。20年間で初めてのアメリカ合衆国とロシアの間のドッキングで、アナトリー・ソロフィエフとニコライ・ブダーリンの2人が運ばれた。
他の主要な目的には、スペースラブでのアメリカとロシアの共同での生物学実験、ミールへの補給品の輸送、ノーマン・サガードの帰還等があった。
副次的な目的には、IMAXカメラでの撮影やアマチュア無線の実験があった。
STS-71は、ケープ・カナベラルからの100回目の有人打上げであり、アメリカ数学会のスペースシャトルとロシアの宇宙ステーションが初めてドッキングし、共同運用を行った。これは、それまでで最も大きな宇宙船となった。また、初めて軌道上でスペースシャトルの乗組員の入替えが行われた。
ランデブーのシーケンスは、15:32:19(EDT)にミールの軌道平面まで上昇することで始まった。上昇にOMS1の点火は必要なかった。OMS2の点火は42分58秒から始まり、160 x 85.3 マイルの軌道に合わせた。これは、これまでで最も低い近地点の軌道であった。これにより、軌道当たり約880マイルと非常に速くミールに追いつくことができた。約3時間後、OMS3を転嫁して、210 x 159マイルまで軌道を上昇させた。
アトランティスがミールに下から近づき、6月29日午前9時(EDT)にドッキングした。この方法により接近にともなうOSMの点火が最小限で済む。アトランティスがミールの下方約800mまで来た時点で手動操縦が開始した。後方のフライトデッキでギブソンが操縦を行った。ミールとオービタの距離が約75mになったところで、ステーションが静止した。ギブソンは手動で約10mまで近づけ、最終アプローチを行った。近づく速度は毎秒30mmで、接触時は毎秒33mmであった。接触は、横誤差25mm以内、回転誤差0.5°以内でほぼ完璧に行われた。ジェット点火は必要なかった。ドッキングは、バイカル湖上空約400kmで行われた。スペースシャトル側はアンドロジナスドッキング機構を備えたオービタ・ドッキング・システム(ODS)、ミール側はクリスタルがドッキングの接点となった。アトランティスの前方ペイロードベイに位置するODSは、ドッキングシーケンス中、完璧に作動した。
ドッキングが完了すると、アトランティス-ミールは、合計質量が約225トンとなり、それまで軌道上に存在した最大の宇宙船となった。両方のハッチが開かれ、STS-71の乗組員がミール内に入り、歓迎セレモニーが開かれた。同じ日、ミール18の乗組員の役割がミール19の乗組員に正式に引き継がれ、両者は宇宙船を交換した。
翌5日間の合計約100時間、生物医学実験やアトランティスとミールの間での物資の移動を含む、アメリカ合衆国とロシアの共同運用が行われた。後方ペイロードベイに設置されたスペースラブモジュールを用いて、心臓血管及び肺機能、ヒト代謝、神経科学、衛生及び放射線、行動パフォーマンス及び生物学、基礎生物学、微小重力研究の7つの分野で15の生物学医学実験が行われた。ミール18の乗組員は試験の被験者となり、また3か月ぶりに重力のある環境に戻る準備として熱心に運動等を行った。
100以上の尿と唾液のサンプル、約30の血液のサンプル、20の表面サンプル、12の空気サンプル、いくつかの水サンプル、多数の呼吸サンプルを含む多数の医学サンプルやディスク、カセットがミールからアトランティスに移された。またサリュート5号の壊れたコンピュータも移された。アトランティスからミールへは、オービタで作られた450kg以上の水、ミール19の乗組員がスペクトルモジュールの込み合った太陽電池を修理するために特別に設計された宇宙遊泳用ツールが運ばれ、またミール内の気圧を高めるために、アトランティスの環境制御システムから酸素と窒素が移された。
ドッキングは7月4日に解除された。お別れセレモニーが行われて、7月3日15:32(EDT)にミールのハッチが、その16分後にオービタのハッチが閉じられた。ミールとアトランティスのドッキングが解除される前に、ミール19の乗組員は一時的にソユーズ宇宙船でミールを離れ、アトランティスとミールの画像を記録した。6:55(EDT)にソユーズが脱離し、7:10(EDT)にギブソンがアトランティスをミールから脱離させた。
帰還時の乗組員は8人で、1985年のSTS-61-Aと並んで、スペースシャトルの歴史で最多の乗員となった。100日ぶりの重力環境への適応を容易にするため、ミール18の乗組員は、着陸前に、ミッドデッキに備えられた特注のシートに仰向けに横たわった。
飛行中には、汎用コンピュータ(GPC)4が突然故障し、GPC1と同期しなくなった。トラブルシューティングで、これが独立の事象であることが示され、GPC4は残りのミッションの間、正常に作動した。
アマチュア無線通信実験では、乗組員がいくつかの学校と通信を行った。そのうちの1つは、カナダのレッドランズのレッドランズ高校であった。チャールズ・プリコートは、10分間の窓のうちに生徒や技術者との交信を成功させた。